# 穂坂村
穂坂村（ほさかむら）は山梨県北巨摩郡にあった村。現在の韮崎市穂坂町各町にあたる。

## 地理
- 河川：塩川

## 歴史
- 1875年（明治8年）2月 - 巨摩郡長久保村・上今井村・三ツ沢村・宮久保村・柳平村が合併して穂坂村となる。
- 1878年（明治11年）7月22日 - 郡区町村編制法の施行により、穂坂村が北巨摩郡の所属となる。
- 1889年（明治22年）7月1日 - 町村制の施行により、穂坂村が単独で自治体を形成。
- 1954年（昭和29年）10月10日 - 韮崎町・藤井村・清哲村・神山村・大草村・竜岡村・旭村・中田村・穴山村・円野村と合併して韮崎市が発足。同日穂坂村廃止。

## 交通

### 道路
現在は中央自動車道の韮崎インターチェンジが所在するが、当時は未開通。